# Sa Coma

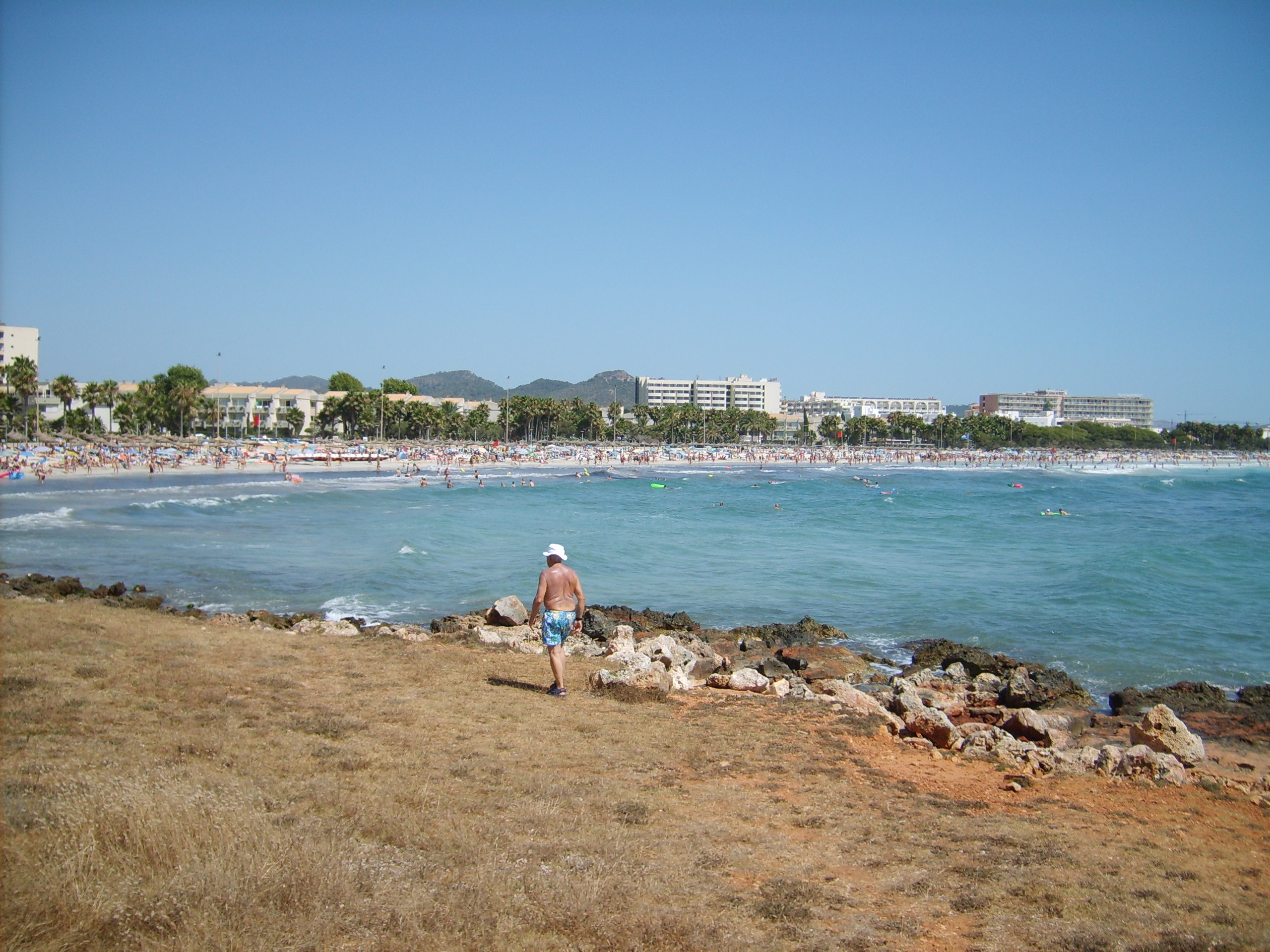
Sa Coma

Sa Coma es una localidad española perteneciente al término municipal de San Lorenzo del Cardezar, al este de Mallorca. La localidad situada entre Cala Millor y s'Illot, comparte su zona hotelera con la residencial. Su extensa playa de fina arena y aguas cristalinas atrae en verano especialmente turismo familiar. El paseo marítimo recorre toda la orilla hasta la vecina playa de s'Illot y en la segunda línea encontramos la calle comercial principal.
En la plaza del talayot de Sa Coma puede visitarse el "Talayot de na Pol", restos arqueológicos de las poblaciones indígenas de la isla del año 1.300 a. C.